# Ingrid van Bergen
Ingrid van Bergen, född 15 juni 1931 i Fria staden Danzig (nu Gdansk, Polen) är en tysk skådespelare. Hon filmdebuterade 1954 och var under 1950-talet och 1960-talet flitigt förekommande i tysk film. Hon medverkade även i internationella filmer som Stad utan nåd 1961 med Kirk Douglas i huvudrollen och Maskerad agent 1962 med William Holden.

## Filmografi, urval
- 1954 – Hans okända modell
- 1955 – Djävulens general
- 1958 – Bedårande barn av sin tid
- 1958 – I brottets skugga
- 1959 – Knallhård ungdom
- 1959 – Rosor till åklagaren
- 1960 – I storstadens virvel
- 1961 – Stad utan nåd
- 1961 – Affären Sorge
- 1962 – Flykten från Östberlin
- 1962 – Maskerad agent
- 1966 – Begagnade oskulder till salu
- 1985 – Richy Guitar
- 1992 – Den demokratiske terroristen
- 2009 – Dinosaurier